# Пустињски грашак
{{taxobox
|name = Пустињски грашак
|image = Sturts desert pea.jpg
|image_caption = Пустињски грашак, у зоолошком врту Мелбурна
| regnum = 
| unranked_divisio = 
| unranked_classis = 
| unranked_ordo = 
|ordo = 
|familia = 
|subfamilia = 
|tribus = 
|genus = 
|species = 
|binomial = 
|binomial_authority = (G. Don) 
|synonyms = -{Clianthus dampieri Lindl.

Clianthus formosus (G.Don) Ford & Vickery

Clianthus oxleyi A.Cunn. ex Lindl.

Clianthus speciosus (G.Don) Asch. & Graebn.

Colutea novae-hollandiae Walp.

Donia formosa G.Don

Donia speciosa G.Don

Willdampia formosa (G.Don) A.S.George}-
}}
Пустињски грашак (Swainsona formosa) је пустињска, егзотична, вишегодишња и веома ретка биљка, која води порекло из централне и северозападне Аустралије. Име Swainsona је добила по ботаничару Ајзаку Свејнсону (Isaac Swainson), а formosa по латинском „лепо“, „лепота“. Зову је на енглеском Sturt's desert pea. Припада породици грашка и један је од најпознатијих аустралијских цветова.
Биљка је позната по својим крваво црвеним цветовима. Такође је специфично да семе ове биљке мирује у песку све дотле док не падне киша- Када падне киша, јако брзо проклија, процвета и баци семе које опет чека следећу кишну сезону. Цвета већ прве године када се посеје и веома се лако чува, а само семе дуго задржава клијавост. 
Биљка се чува као вишегодишња, под условом да је поливање умерено. Воли сунце и има дугачак корен који иде у дубину у потрази за водом. После цветања образују се махуне са семењем. Могуће је калемити ову биљку на clianthus puniceus, да би се смањила могућност труљења. Трпи благе краткотрајне мразеве до -3 C као одрасла биљка.